# Corybas calopeplos
Corybas calopeplos är en orkidéart som beskrevs av John Dransfield och Gordon Smith. Corybas calopeplos ingår i släktet Corybas, och familjen orkidéer. Inga underarter finns listade i Catalogue of Life.